# Estació de sa Pobla
L'estació de sa Pobla és la capçalera de la línia Palma-sa Pobla de Serveis Ferroviaris de Mallorca. Està situada just a l'entrada del poble, a tocar de la ronda sud de sa Pobla, a despit que al llarg de la història ha estat situada en altres llocs.
Quan el ferrocarril arribà a sa Pobla el 24 d'octubre de 1878, l'estació era situada dins el poble, a l'actual plaça del Tren. Aquesta estació deixà de ser operativa quan FEVE clausurà la línia, el 1981. Les edificacions d'aquesta antiga estació allotjaren el Museu de Sant Antoni i el Dimoni (traslladat posteriorment a Can Planes) i actualment allotja la caserna de la policia local del municipi.
Quan Serveis Ferroviaris de Mallorca reobrí la línia de sa Pobla el 27 desembre del 2000, no es reaprofità l'antiga estació, atès que el poble havia crescut i hom considerava preferible que l'estació no travessàs carrers urbans. Es construí, doncs, una nova estació, situada a l'actual carrer de Josep Maria Llompart, als afores del poble. Però al llarg dels anys següents es construïren les rondes de la vila, i la ronda sud era interrompuda pel traçat del tren. Per aquest motiu, hom decidí de traslladar l'estació dos carrers més al sud, al límit del poble, per tal que la nova ronda no hagués de passar per damunt les vies del tren. La nova estació s'inaugurà el 30 març de 2015, i actualment l'antiga acull les dependències de Protecció Civil.
| Procedència/Destinació             | <    | Línia          | >        | Procedència/Destinació |
| ---------------------------------- | ---- | -------------- | -------- | ---------------------- |
| Serveis Ferroviaris de Mallorca    |      |                |          |                        |
| Estació Intermodal-Plaça d'Espanya | Muro | Palma-sa Pobla | terminal | terminal               |